# Metepeira inca
Metepeira inca är en spindelart som beskrevs av Piel 200. Metepeira inca ingår i släktet Metepeira och familjen hjulspindlar.
Artens utbredningsområde är Peru. Inga underarter finns listade i Catalogue of Life.